# 弦楽四重奏曲第1番 (チャイコフスキー)
弦楽四重奏曲第1番ニ長調 作品11は、ロシアの作曲家ピョートル・チャイコフスキーによって、1871年2月に作曲された弦楽四重奏曲である。第2楽章「アンダンテ・カンタービレ」の冒頭は有名で、ムード音楽などにも編曲されたことがある。
- 演奏時間：30分ほど
- 作曲時期：1871年2月
- 作品番号：11
- 献呈：セルゲイ・ラチンスキー（作曲者の友人であり、植物学者・アマチュアの台本作家）
- 初演：1871年3月28日、ロシア音楽協会（モスクワ支部）弦楽四重奏団　モスクワ貴族会館小ホールにて
初演時のチェロ奏者ヴィルヘルム・フィッツェンハーゲンは、1877年に『ロココの主題による変奏曲』を初演したことでも知られている。

## 作曲の経緯
1865年にサンクトペテルブルク音楽院を卒業したチャイコフスキーは、ニコライ・ルビンシテインの要請を受け、ルビンシテインの創設したモスクワ音楽院の教師に赴任し、後任の指導に当たりつつ作曲活動を行っていた。生計は楽ではなかったが、少しずつ作曲家としての実力・評価を高めてきていたので、ルビンシテインはチャイコフスキーに、自作によるコンサートの開催を勧める。経費その他も配慮して小ホールでの演奏会になったが、それに向いたプログラムを組むのに曲数が足りなかったので、急遽作曲されたのがこの弦楽四重奏曲である。

## チャイコフスキーの室内楽曲
チャイコフスキーは、この第1番を含む弦楽四重奏曲を全部で3曲、モスクワ音楽院で教師を務めていた1870年代に作曲し、他にはサンクトペテルブルク音楽院の学生時代の最後の年に習作として書かれた変ロ長調の弦楽四重奏曲のうちの1楽章のみが残されている。弦楽四重奏曲の他には、ニコライ・ルビンシテインの死を悼んで作曲されたピアノ三重奏曲「ある偉大な芸術家の思い出のために」が有名でよく演奏され、弦楽六重奏曲「フィレンツェの想い出」も時おり演奏される。

## エピソード
1876年12月にモスクワ郊外の領地ヤースナヤ・ポリャーナから久々にモスクワに来たレフ・トルストイに敬意を表して、ニコライ・ルビンシテインは特別音楽会を催した。この時にはこの曲も演奏されたが、アンダンテ・カンタービレが演奏された時、チャイコフスキーの隣に座っていたトルストイは感動のあまり涙を流した。
このことをチャイコフスキー自身は、10年後の1886年7月2日の日記に「あの時ほど、喜びと感動をもって作曲家として誇りを抱いたことは、おそらく私の生涯に二度とないであろう」と記している。

## 構成
有名な第2楽章の以外にも美しい旋律が多く、またチャイコフスキーらしい情熱的な展開が魅力的である。各楽器の扱いは管弦楽の縮図のような筆致をみせ、時には大仰でもありそれが室内楽の真のスタイルではないと言われることもあるが、それもまた時には型破りな効果を見せる。
- 第1楽章 Moderato e semplice ニ長調　9/8拍子
息の長い第1主題で始まるソナタ形式。チャイコフスキーにしては珍しく、提示部に反復指定がついている。テンポを上げた華麗な終わり方が印象的である。
- 第2楽章 Andante cantabile 変ロ長調　2/4拍子
中間部をもとにしたコーダを伴う三部形式。冒頭の有名な旋律は、チャイコフスキーがウクライナのカミャンカで聴いた民謡に題材を得ている。[1][2][3]
- 第3楽章 Scherzo (Allegro non tanto e con fuoco) ニ短調　3/8拍子
活気に満ちたスケルツォ楽章である。
- 第4楽章 Finale (Allegro giusto) ニ長調　2/4拍子
ロシアの民俗舞曲風の第1主題をもつソナタ形式である。憂鬱なアンダンテの部分をはさみ、激しいフィナーレに向かう。